# 퍼스널 오거나이저

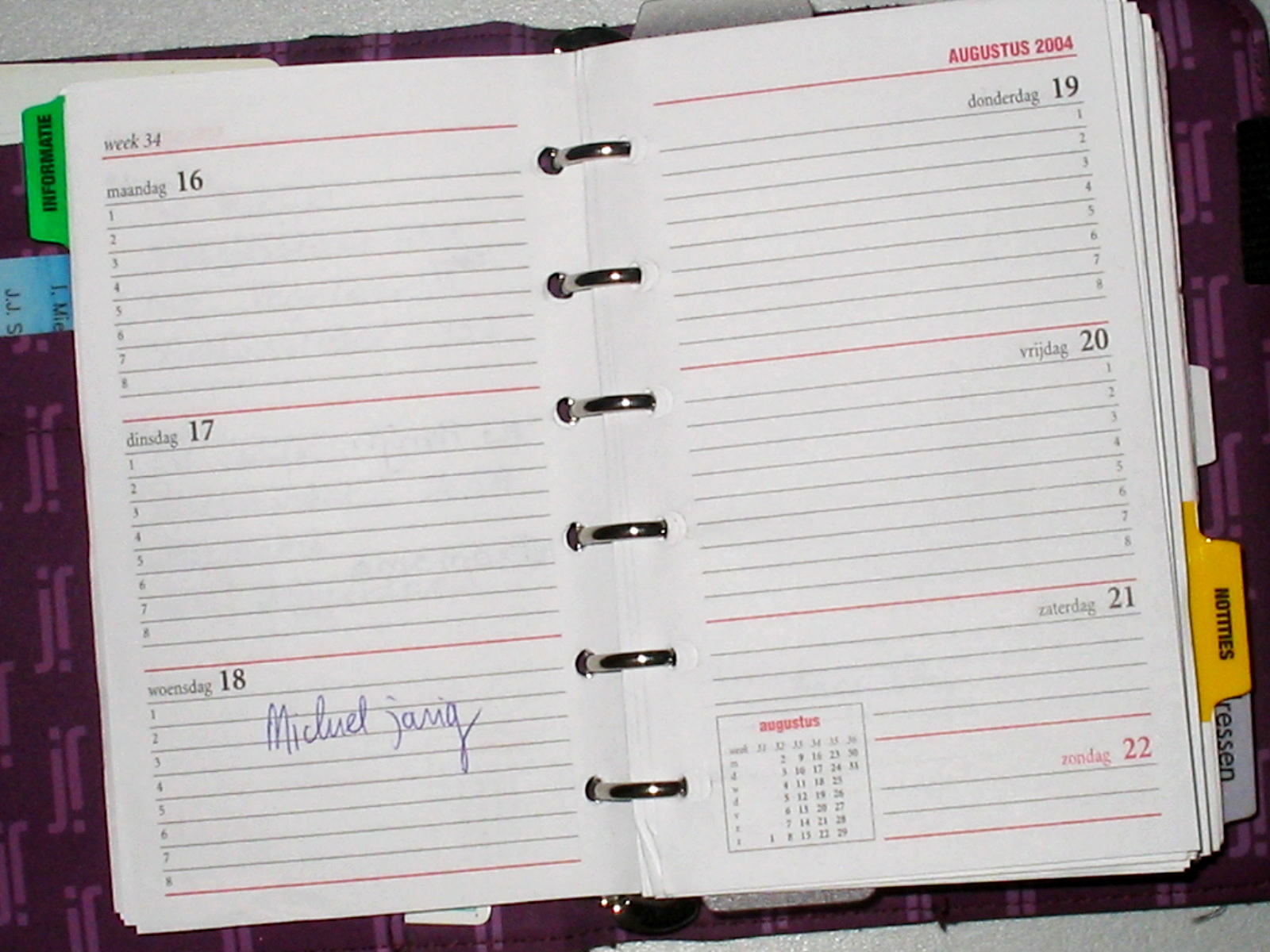
일일 일정표

퍼스널 오거나이저(personal organizer) 또는 데이트북(datebook), 데이트 로그(date log), 데이북(daybook), 데이 플래너(day planner), 퍼스널 아날로그 어시스턴트(personal analog assistant), 북 플래너(book planner), 이어 플래너(year planner), 또는 아젠다(agenda)는 개인 관리를 위해 고안된 휴대용 책 또는 바인더이다. 일반적으로 수첩, 역법, 주소록, 백지, 체크리스트, 그리고 지도나 전화번호와 같은 추가 유용한 정보 섹션을 포함한다. 이는 약속 달력, 롤로덱스, 공책, 연감 등 동일한 기능 중 하나 이상을 가진 별도의 데스크톱 문구류와 관련이 있다.

## 역사
20세기 말에는 종이와 바인더로 된 퍼스널 오거나이저가 전자수첩과 같은 개인 정보 단말기(PDA), 개인 정보 관리 소프트웨어, 온라인 오거나이저 등의 전자 장치로 대체되기 시작했다. 21세기 초에는 스마트폰, 태블릿 컴퓨터, 스마트워치 및 다양한 모바일 앱의 등장으로 개인 정리 및 생산성 잠재력이 향상되면서 이러한 과정이 가속화되었다.
이것들은 때때로 인기 있는 퍼스널 오거나이저 지갑을 생산하는 영국 기반 회사 필로팩스의 이름을 따서 필로팩스라고 불리기도 했다.

## 같이 보기
- 불릿 저널 – 직접 만든 퍼스널 오거나이저로 자주 사용되는 저널
- 캘린더링 소프트웨어 또는 디지털 캘린더 – 캘린더의 전자 버전
- 서커 노트북 – 퍼스널 오거나이저에 자주 사용되는 바인딩
- 데이-타이머
- 필로팩스
- 프랭클린 플래너
- 힙스터 PDA
- 사이온 오거나이저
- 시간 관리